# Aeroporto di Kursk
L'aeroporto di Kursk o Aeroporto di Kursk-Vostochny (noto anche come Khalino o Kursk-Khalino), è un aeroporto situato nei pressi della città di Kursk. 
Al suo interno ospita una base militare di medie dimensioni.
La base ospita la sede del 14º reggimento dell'aviazione da combattimento russo, con in dotazione i Sukhoi Su-30 SM.
Il 6 dicembre 2022 il deposito di carburante dell'aeroporto è esploso causando ingenti danni; il governatore di Kursk e alcune fonti hanno attribuito l'origine dell'esplosione ad un possibile attacco di droni ucraini.